# Станок (техника)
Станок — машина (агрегатный механизм), используемая (как правило, в промышленности) для обработки различных материалов, либо приспособление для выполнения какой-либо работы.

## Разновидности
- металлорежущие станки, которые можно разделить на следующие 9 групп: 
  - токарные станки (токарно-винторезный; токарно-карусельный и пр.)
  - сверлильные и расточные станки
  - фрезерные станки
  - шлифовальные станки
  - зубообрабатывающие и резьбообрабатывающие станки
  - разрезные станки (к данному типу можно отнести гильотинные ножницы; ленточнопильные станки, предназначенные для отрезки заготовок от целого куска металла)
  - комбинированные станки
  - гидравлические, механические прессы (данный тип станка применяется для уплотнения обрабатываемого материала при помощи направленного усилия)
  - и другие станки; к ним можно отнести мини-станки, долбёжные, строгальные, протяжные станки, заточные станки.

- деревообрабатывающие станки;

- камнерезные станки

Также:
- балансировочный станок;
- электроэрозионный станок (станки для электроэрозионной обработки: копировально-прошивочные станки, координатно-прошивочные станки, проволочно-вырезные станки[1]);
- буровой станок;
- станок-качалка;
- бобинорезка;
- печатный станок;
- ткацкий станок

и прочие.
Многие современные станки снабжены системой числового программного управления.

## Конструкция
У станка имеется привод (механический, гидравлический, пневматический), с помощью которого обеспечивается передача движения рабочим органам (комплекс этих движений называется формообразующими движениями). 
Конструкция станка обычно содержит:
- фундаментная плита;
- станина;
- привод: электродвигатель;
- коробка передач;
- рабочий орган: шпиндель, суппорт;
- коробка подач и механизм подачи;
- координатный стол.

также: Станочное приспособление

## Особенности применения
Поскольку станок, как правило, имеет быстровращающиеся детали, при работе на нём должны соблюдаться Правила техники безопасности.

## Прочее
Музеи: 
- Индустриальный музей Хемница[4]
- Музей старинной техники и инструментов (Нижний Новгород, Россия)[5]